# Venture philanthropie
 (octobre 2011).
Si vous disposez d'ouvrages ou d'articles de référence ou si vous connaissez des sites web de qualité traitant du thème abordé ici, merci de compléter l'article en donnant les références utiles à sa vérifiabilité et en les liant à la section « Notes et références ».
Le venture philanthropie désigne une forme de mécénat stratégique d'entreprise utilisant des moyens inspirés du capital risque et du management des entreprises pour des buts philanthropiques.

## Caractéristiques
La venture philanthropie est caractérisée par :
- une volonté de privilégier l'innovation et des approches nouvelles d'une problématique,
- une attention particulière à la mesure des résultats obtenus,
- une comparaison constante des résultats obtenus par les organisations d'intérêt général ayant des objectifs similaire (notion de benchmark),
- un financement surtout tourné vers le développement de la structure (capacities building) plutôt que sur l'usager ou le bénéficiaire final de celle-ci,
- un engagement financier sur plusieurs années, jusqu'à l'obtention d'une autonomie financière de l'organisation soutenue,
- une implication importante des mécènes qui accompagnent en compétence l'organisation soutenue. (par exemple : participation à la gouvernance, entrée au conseil d'administration d'un fonds de dotation, etc.).

## Démarche
Il existe trois façons d’approcher la venture philanthropie :
- Tout simplement, pour une entreprise ou une fondation d’entreprise existante, en s’impliquant beaucoup plus auprès des donataires
- Pour des personnes physiques souhaitant s’engager dans le soutien d’une cause (chef d’entreprise souhaitant s’engager à titre individuel, par ex.), cela consiste à créer une structure de financement (un fonds de dotation relais par exemple) dans lequel le choix des causes soutenues est confié à une équipe de professionnels.
- La troisième voix serait la création d’une structure commune rassemblant les mécènes (fournissant le capital) et des organismes ou des personnes impliquées dans la cause soutenue (fournissant le savoir-faire). Cette structure partenariale peut être un fonds de dotation voué à une cause et dépensant elle-même les fonds directement auprès des bénéficiaire finaux.

## Importance
Développé au départ par des acteurs des nouvelles technologies qui se sont enrichis dans la Silicon Valey, le phénomène est très présent aux États-Unis. En Europe, il y aurait entre 150 et 200 fonds de ce type en 2016 et très peu en France. Les domaines couverts vont du développement économique et social à la culture, en passant par l’éducation, la recherche et la santé.